# 西鉄エージェンシー
株式会社西鉄エージェンシー（にしてつエージェンシー）は、福岡県福岡市中央区に本社を置く西鉄グループの広告代理店である。

## 概要
西日本鉄道の交通広告管理・運営事業を行っている。他にはCM、新聞、雑誌、ラジオ、屋外広告、WEBなどの広告制作や、イベントの企画・運営を行っている。